# Обязательный референдум

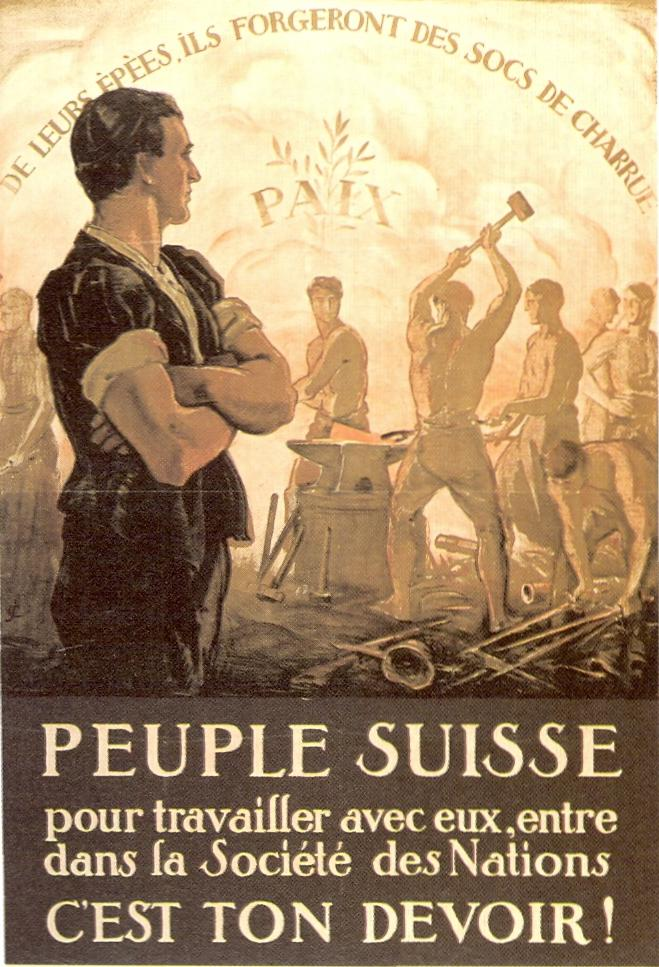
Предвыборный агитационный плакат референдума 1920 года по вхождению Швейцарии в Лигу наций.

Обязательный референдум (нем. obligatorisches Referendum, фр. référendum obligatoire, итал. referendum obbligatorio, романш. referendum obligatoric) — разновидность швейцарского референдума, приём прямой демократии в Швейцарии. Обязательные референдумы являются механизмом, обеспечивающим голосование по важнейшим решениям федеральных, кантональных или муниципальных законодательных и/или исполнительных институтов власти. 
К решениям, требующим проведения референдума, относятся изменения Конституции (Конституционные референдумы), присоединение к международным организациям как на федеральном, так и на кантональном уровне, а также важные финансовые решения.
Для одобрения вопроса, вынесенного на обязательный референдум на федеральном уровне требуется «двойное» большинство: большинство голосов избирателей и большинство кантонов. 

## Результаты обязательных референдумов
|                    | 1848—1950 | 1951—1980 | 1981—2014 | Всего |
| ------------------ | --------- | --------- | --------- | ----- |
| Проведено:         | 63        | 75        | 79        | 217   |
| Из них одобрено:   | 43        | 58        | 61        | 162   |
| Из них отвергнуто: | 20        | 17        | 18        | 55    |